# ترک تلکام
ترک تلکام (به انگلیسی: Türk Telekom) شرکت مخابرات ترکیه‌ای است، که در زمینه ارائه خدمات خطوط تلفن ثابت، شبکه تلفن همراه، اینترنت و تلویزیون دیجیتال فعالیت می‌کند.
شرکت ترک تلکام در سال ۱۹۹۵ در پی تفکیک از شرکت پست ترکیه تأسیس شد، سپس در سال ۲۰۰۵ خصوصی شد و تا سال ۲۰۰۹ دارای ۱۶٫۸ میلیون مشترک تلفن ثابت، ۱۲٫۱ میلیون مشترک خطوط جی‌اس‌ام و ۶ میلیون کاربر خطوط ای‌دی‌اس‌ال در کشور ترکیه بود.
دفتر مرکزی این شرکت در شهر آنکارا، ترکیه قرار دارد و بخشی از سهام آن در بازار بورس استانبول معامله می‌شود. ترک تلکام مالک اصلی ورزشگاه ترک تلکام آرنا می‌باشد.